# Piotr z Lubeki
Piotr z Lubeki, Petrus Lubig, Petrus de Lubig, ur. ok. 1417, zm. 1513, kupiec, księgarz pochodzenia niemieckiego; pierwszy znany księgarz-nakładca w Poznaniu (gł. księgi kośc.).

## Rozwinięcie biogramu
Piotr z Lubeki (Lub de Poznania, zm. ok. 1513), księgarz w Poznaniu od ok. 1477. W aktach miejskich Poznania pojawił się w 1486. Kilkakrotnie sprawował funkcję ławnika. W Brześciu Mazowieckim posiadał filię swojej księgarni, którą kierował altarysta Mateusz z Mieściska. Prowadził interesy ze Lwowem. Handlował książkami potrzebnymi przede wszystkim duchowieństwu. Znany jest jako nakładca Brewiarza dla diecezji gnieźnieńskiej, wytłoczonego w Bazylei w 1500 (egzemplarz nie zachowany) oraz Mszału z 1505 dla diecezji poznańskiej drukowanego w Lipsku u Lottera. Niewykluczone, że za jego pośrednictwem wydano także w Bazylei w 1500 brewiarz poznański. Po śmierci P. przez dwa lata firmę prowadziła wdowa Barbara. Po niej przejął oficynę księgarską syn Mikołaj, występujący w aktach poznańskich do 1525.